# Sydvesttyskland
Sydvesttyskland er et ikke klart defineret område i Sydtyskland (den sydlige del af Vesttyskland).

## Baden-Württemberg
I 1952 blev Württemberg-Baden, Baden og Württemberg-Hohenzollern forenet til Baden-Württemberg. Den nye delstat blev populært kaldt for sydveststaten („Südweststaat“).

## Landet syd forMoselogMain
Undertiden bliver områder længere mod nord medregnet til Sydvesttyskland. Det er Saarland, Rheinland-Pfalz samt den del af Hessen, der ligger syd for Frankfurt am Main.

## Schwaben
I de sydlige to tredjedele af Baden-Württemberg tales der alemanske-schwabiske dialekter. Dette sprogområde omfatter også Bayerisch-Schwaben ved Augsburg. Derfor kan den sydvestlige del af Bayern også opfattes som en del af Sydvesttyskland.